# Le Rêveur (film)
Pour le tableau de Friedrich, voir Le Rêveur.
Pour plus de détails, voir Fiche technique et Distribution.
Le Rêveur (התמהוני, Ha-Timhoni) est un film israélien réalisé par Dan Wolman, sorti en 1970.

## Synopsis
Un jeune homme a une liaison avec une jeune femme mais est attiré par une femme plus âgée que lui.

## Fiche technique
- Titre : Le Rêveur
- Titre original : התמהוני (Ha-Timhoni)
- Réalisation : Dan Wolman
- Scénario : Dan Wolman
- Musique : Gershon Kingsley
- Photographie : Paul Glickman
- Montage : Barry H. Prince
- Production : Ami Artzi
- Société de production : Ami Artzi et Toda Film
- Pays :  Israël
- Genre : Drame
- Durée : 85 minutes
- Dates de sortie : 
  -  Israël : 1970

## Distribution
- Tuvia Tavi : Eli
- Leora Rivlin : la jeune femme
- Berta Litwina : Rachel, la femme plus âgée
- Shlomo Bar-Shavit : le directeur
- Dvora Kedar : la mère
- Nathan Cogan : le père
- Yisrael Segal : le serveur
- Nathan Wolfovich : Mushkin
- Bila Rabinovitz : Litvinna

## Distinctions
Le film a été présenté en sélection officielle en compétition au Festival de Cannes 1970.